# Cosy Corner Beach
Cosy Corner Beach ist ein Sandstrand im Süden des australischen Bundesstaats Western Australia. Er liegt bei dem Ort Kronkup.
Der Strand ist 200 Meter lang und bis zu 30 Meter breit. Er öffnet sich in Richtung Osten. Außerdem steht am Strand eine kleine Fischerhütte.
Cosy Corner Beach wird nicht von Rettungsschwimmern bewacht.